# Jamie Thomas King
Pour les articles homonymes, voir King.
Jamie Thomas King, né le 9 juillet 1981 à Londres, est un acteur anglais. Il est connu pour son rôle de Thomas Wyatt dans la série Les Tudors, entre 2007 et 2008.  

## Biographie

### Famille et études
Jamie Thomas King est le fils du réalisateur Christopher King et de l'écrivaine Laura Lamson. Il a été diplômé de la  London Academy of Music and Dramatic Art en 2002.

### Carrière
Il est apparu dans de nombreuses productions télévisées et cinématographiques, notamment dans l'adaptation du film The River King d'Alice Hoffman. En 2007, il joue le rôle de Thomas Wyatt dans la série Les Tudors aux côtés de Jonathan Rhys-Meyers. Il a également joué Guy MacKendrick dans la série Mad Men.

## Filmographie

### Au cinéma
- 2005 : The River King de Nick Willing : Harry McKenna
- 2006 : Tristan et Yseult (Tristan + Isolde) de Kevin Reynolds : Anwick
- 2007 : Vampire Diary de Phil O'Shea (en) et Mark James : Adam
- 2011 : À la folie (Like Crazy) de Drake Doremus : Elliot
- 2011 : Cavale aux portes de l'enfer (The Legend of Hell's Gate: An American Conspiracy) de Tanner Beard : John Henry « Doc » Holliday
- 2011 : La Taupe (Tinker, Tailor, Soldier, Spy) de Tomas Alfredson : Kaspar
- 2012 : Grimm's Snow White de Rachel Goldenberg
- 2012 : Tower Block de James Nunn et Ronnie Thompson : Ryan
- 2014 : Mr. Turner de Mike Leigh : David Roberts

### À la télévision
- 2003 : Les Condamnées (Bad Girls) (série, saison 5) : Tony Verrall
- 2003 : Inspecteur Barnaby (Midsomer Murders), épisode L'Homme du bois (série, saison 7, épisode 1) : Steven Curtis
- 2004 : Casualty, épisode A Life Lost (série) : Jamie Canning
- 2007-2008 : The Tudors (série)
- 2008 : The Cleaner (série)
- 2008 : Lost City Raiders (téléfilm)
- 2008 : CSI: Miami (série)
- 2009 : Private Practice (série)
- 2009 : Mad Men (série)
- 2010 : Day One (sérieshort)
- 2011 : Marchlands (série)
- 2013 : Call the Midwife (saison 2, épisode 4)
- 2013 : Air Force One Is Down (mini série)
- 2023 A match for the prince. (Téléfilm) Prince Max.